# Myiopagis gaimardii
Myiopagis gaimardii là một loài chim trong họ Tyrannidae.